# Gustav Rosén
Ernst Johan Gustav Rosén, född 2 april 1876 i Vallsjö socken i Jönköpings län, död 10 december 1942 i Umeå, var en svensk ämbetsman, politiker (frisinnad) och  publicist (tidningsman). Han var Västerbottens läns landshövding åren 1931–1942. Dessförinnan hade han efterträtt Per Albin Hansson som Sveriges försvarsminister, vilket han var åren 1926–1928.

## Biografi
Rosén var andra barnet av elva till överbanmästaren Per Gustaf Andersson i Sävsjö och Christina Ottilia Engdahl. Föräldrarna var djupt religiösa och nykterister. Vid tretton års ålder började Rosén arbeta som skrivbiträde på en spritfabrik. Genom en anställning vid järnvägen skaffade han sig vidareutbildning och tog dessutom en underofficersexamen. Han gifte sig 1902 med Tyra Edit Olivia Lindforss från Sävar och flyttade till Västerbotten.
Rosén blev riksbekant som redaktör, ansvarig utgivare för, och så småningom ägare av, Västerbottens-Kuriren 1902–1926, då han i anslutning till det så kallade Umeåbråket dömdes till fängelse för ärekränkning med sina litterära angrepp på konservativa makthavare. Vid frigivningen 1916 blev han hyllad som hjälte bland radikaler, och till detta bidrog säkerligen att han lät anordna Barnens dag i Umeå 1905. Han verkade också mycket aktivt för folkrörelsen och förbättrade levnadsvillkor. 
På Roséns initiativ planterades björkar vid samtliga allmänna gator i staden. Trädgårdsodling var ett stort intresse, och han lät personligen hämta träd och andra växter för att grunda trädgårdar i Umeå. Därtill bildade han trädgårdsföreningar runt om i trakten, vilka enligt hans son Stellan samlade 8 000 medlemmar länet runt. Han var vidare en tidig förespråkare för att inrätta flygförbindelser till Umeå och att låta bygga en kustbana för järnvägen, det senare något som blivit verklighet först med Botniabanan. Ståndpunkten var förankrad i hans demokratisyn, att samtliga invånare i landet skulle kunna färdas fritt och leva där de ville. De berömda enkronasvägarna i Norrland samt "Roséns snörliv", små broar vid enkronasvägarna, var hans förslag som blev verklighet under beredskapstiden. Enkronasvägarna blev ett sätt att förena två behov: arbetslösa fick betalt av arbetslöshetsmedel för att bygga vägar till byar och gårdar. Troligen var han också den som föreslog att Hovrätten för Övre Norrland skulle ha sitt säte i Umeå.

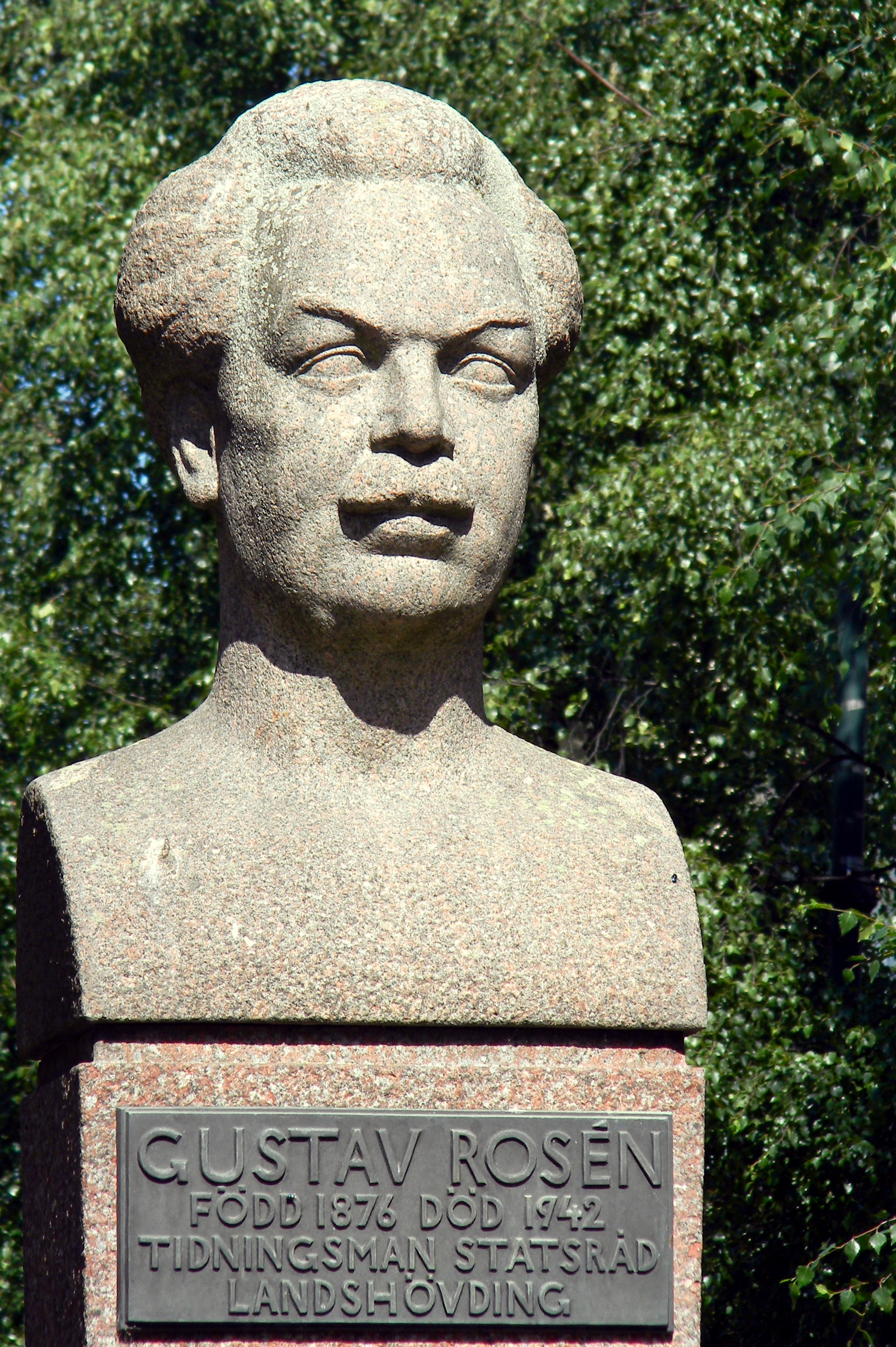
Bysten av Gustav Rosén i Umeå.

År 1902 var han en av dem som drev igenom bildandet av Frisinnade landsföreningen, partiorganisation för Liberala samlingspartiet, som 1934 ombildades till Folkpartiet genom sammanslagning med Sveriges liberala parti. Hans politiska program, som VK tjänade som medium för, kallas ”norrlandsfrisinnet” och har studerats av bland andra Per Frånberg. Det kännetecknas av populism och en blandning av radikalism och konservatism, med en tydlig förankring i väckelserörelsen, nykterhetsrörelsen och folkbildningsrörelsen, och ett avståndstagande från laissez-faire-kapitalism. Detta norrlandsfrisinne, som var ett barn av Rosén, kom att bli en fraktion inom Folkpartiet som stod i motsättning till partiets huvudfåra. Det faktum att det dröjde länge innan socialdemokratin fick något större genomslag i Norrland, anses bero på att Rosén verkade för de eftersatta i samhället; det var inte förrän Rosén lämnade politiken som socialdemokraterna blev mer dominerande. I mycket kunde han enas med socialdemokraterna, men till rena stödåtgärder, vare sig det var fråga om protektionism eller kontantstöd utan motprestation, var han avvisande.
Under tiden som chefredaktör blev han utnämnd till riksdagsledamot (första kammaren) (1912–21 för Västerbottens läns valkrets, 1922–32 för Västerbottens läns och Norrbottens läns valkrets), där han satt i Försvarsutskottet, men gjorde sig mest bemärkt genom att han var statsrevisor och ordförande för statsrevisionen. I egenskap av detta avslöjade han slöseri inom statsförvaltningen och införde strängare granskningar. Under kriget verkade han för ökat anslag till armén, men efter kriget förespråkade han tillsammans med Anton Wikström avskaffandet av den allmänna värnplikten. 1920–1925 var han ordförande i Västerbottens läns landsting, och 1923–1926 i Umeå stadsfullmäktige.
Åren 1926–1928 var Rosén försvarsminister i Carl Gustaf Ekmans ministär, och ansvarade för verkställandet av 1925 års försvarsbeslut, som innebar att anslaget till försvaret minskade enormt vilket ledde till uppsägningar. Detta skedde i syfte att verka för nedrustningen i den pacifiska anda som rådde efter första världskriget, och var ett led i ett nytt förhållningssätt till mellanstatliga konflikter i och med att Nationernas Förbund bildats. Han blev emellertid kritiserad eftersom nedskärningarna inte fick avsedd ekonomisk verkan, men han lyckades förbättra arbetssituationen för meniga och lägre befälhavare.
När regeringen avgick fortsatte Rosén med riksdagspolitiken som ledamot av statsutskottet, och var samtidigt under några år verksam vid VK, där hans son Stellan blivit chefredaktör. Han anlitades som ledamot av 1930 års försvarskommission, men vid regeringsskiftet samma år erbjöds han ingen post i regeringen. Vid denna tid anslöt han sig till den genom Ernst Wigforss anförda socialdemokratiska uppfattningen om hur lågkonjunkturen borde stävjas, och gick emot partiet även i försvarsfrågan. Från 1931 till sin död var han landshövding i Västerbottens län. Gustav Rosén är begravd på Västra kyrkogården i Umeå.
På Folkrörelsearkivet i Västerbotten finns Gustav Roséns personarkiv, med bland annat närmare 5800 bilder från tiden 1869–1980, tagna av främst Gustav Rosén själv.

## Familj
Gift 1902 med Tyra Edit Olivia Lindforss (1880–1961) från Sävar, Västerbotten. Far till fem söner och tre döttrar:
- Stellan Rosén (1902–1995) efterträdde sin far 1926 som ansvarig utgivare av VK.
- Staffan Rosén (1905–1984) chef för TT:s radio- och kulturredaktion.
- Nils Gustav Rosén (1907–1993) statssekreterare, universitetskansler och generaldirektör.
- Kjell Rosén (1909–1982) arkitekt, konstnär och porträttmålare.
- Karin Rosén Blomquist (1911–2010) kanslist
- Lilian Möller (1913–1999) sjuksköterska
- Britt Rosén (1918–2001) journalist
- Bo Rosén (1920–2007) journalist och författare

Flera barnbarn blev journalister i (enligt tidningen Arbetaren) Sveriges största journalistsläkt på 1970-talet, däribland Robert Rosén, Martin Rosén, pressattaché London, Ingrid Kinne Lindgren, Lars Rosén, chefredaktör Förenade Landsortstidningar, och Susanna Rosén.